# Pappeluoto
Pappeluoto är en ö i Finland. Den ligger i Skärgårdshavet och i kommunen Gustavs i den ekonomiska regionen  Nystadsregionen i landskapet Egentliga Finland, i den sydvästra delen av landet. Ön ligger omkring 47 kilometer väster om Åbo och omkring 200 kilometer väster om Helsingfors.
Öns area är 11,3 hektar och dess största längd är 0,5 kilometer i nord-sydlig riktning. Ön höjer sig omkring 10 meter över havsytan. I omgivningarna runt Pappeluoto växer i huvudsak barrskog.